# Colquepata (distrito)
O distrito peruano de Colquepata é um dos 6 distritos da Província de Paucartambo, situada no Departamento de Cusco, pertenecente a Região de Cusco, Peru

## Transporte
O distrito de Colquepata é servido pela seguinte rodovia:
- CU-112, que liga o distrito de Paucartambo à cidade de Pisac
- CU-113, que liga o distrito de Kosñipata à cidade de Caicay[1][2][3]